# Tỉnh trưởng Chính phủ Nhân dân tỉnh Liêu Ninh
Tỉnh trưởng Chính phủ Nhân dân tỉnh Liêu Ninh được bầu cử bởi Đại hội Đại biểu nhân dân tỉnh Liêu Ninh, lãnh đạo bởi thành viên của Đảng Cộng sản Trung Quốc. Cán bộ, công chức lãnh đạo, là Tỉnh trưởng Chính phủ Nhân dân tỉnh Liêu Ninh có cấp bậc Bộ trưởng, thường là Ủy viên Ủy ban Trung ương Đảng Cộng sản Trung Quốc các khóa. Tỉnh trưởng Chính phủ Nhân dân là lãnh đạo thứ hai của tỉnh, đứng sau Bí thư Tỉnh ủy. Tỉnh trưởng Chính phủ Nhân dân tỉnh Liêu Ninh đồng thời là Phó Bí thư Tỉnh ủy tỉnh Liêu Ninh.
Trong lịch sử Cộng hòa Nhân dân Trung Hoa, chức vụ Tỉnh trưởng Chính phủ Nhân dân tỉnh Liêu Ninh có các tên gọi là Chủ tịch Chính phủ Nhân dân tỉnh Liêu Ninh (1955), Tỉnh trưởng Ủy ban Nhân dân tỉnh Liêu Ninh (1955 - 1968), Chủ nhiệm Ủy ban Cách mạng tỉnh Liêu Ninh (1968 - 1979), và Tỉnh trưởng Chính phủ Nhân dân tỉnh Liêu Ninh (1980 đến nay). Tất cả các tên gọi này dù khác nhau nhưng cùng có ý nghĩa là Thủ trưởng Hành chính tỉnh Cát Lâm, tức nghĩa Tỉnh trưởng Chính phủ Nhân dân tỉnh Liêu Ninh hiện nay.
Tỉnh trưởng Chính phủ Nhân dân tỉnh Liêu Ninh hiện tại là Lưu Ninh.

## Lịch sử

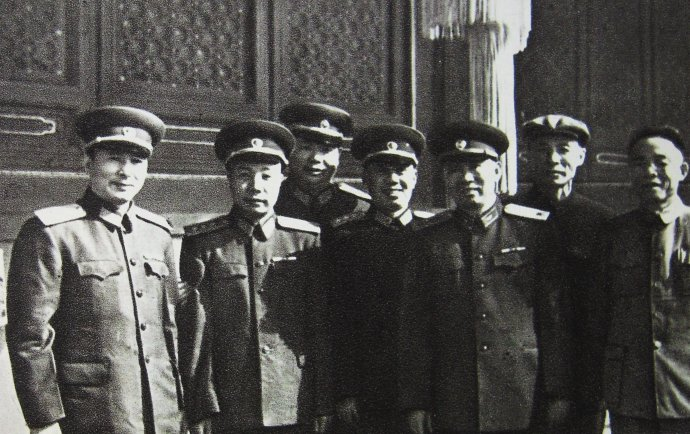
Ảnh Giải phóng quân năm 1959 từ trái qua: Trung tướng Tiêu Hướng Vinh, Thượng tướng Tiêu Hoa, Thượng tướng Trần Tích Liên, Thượng tướng Trần Bá Quân, Thượng tướng Lưu Á Lâu, Thượng tướng Lã Chính Thao, Thượng tướng Hàn Tiến Sở.

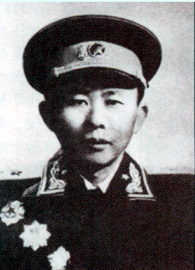
Tằng Thiệu Sơn (1914 – 1995), Trung tướng Giải phóng quân Nhân dân Trung Quốc, Chủ nhiệm Ủy ban Cách mạng tỉnh Liêu Ninh (1973 – 1978).

Sau khi Cộng hòa Nhân dân Trung Hoa thành lập, địa bàn tỉnh Liêu Ninh ngày nay phân thuộc hai tỉnh Liêu Đông (tỉnh lị đặt tại An Đông) và Liêu Tây (tỉnh lị đặt tại Cẩm Châu), cùng với năm địa cấp thị là Lữ Đại, Thẩm Dương, An Sơn, Phủ Thuận và Bản Khê. Đến năm 1954, cuộc họp lần thứ 32 của Ủy ban Chính phủ Nhân dân Trung ương Trung Quốc đã sáp nhập các địa phương này hợp nhất lại thành tỉnh Liêu Ninh với tỉnh lị đặt tại Thẩm Dương. Triều Dương và sáu huyện của tỉnh Nhiệt Hà cũng được sáp nhập vào tỉnh Liêu Ninh năm 1955. Đỗ Giả Hành (杜者蘅. 1909 – 1975) được bổ nhiệm làm Chủ tịch Chính phủ Nhân dân tỉnh Liêu Ninh (1954), đổi tên thành Tỉnh trưởng Ủy ban Nhân dân tỉnh Liêu Ninh (1955 – 1958). Vào năm 1958, Đỗ Giả Hành bị buộc tội là thành viên của nhóm chống Đảng phái, bãi nhiệm chức vụ Tỉnh trưởng và đẩy về làm công nhân ở một công ty tại Thẩm Dương, qua đời năm 1975. Cho đền năm 1979, ông được minh oan, khôi phục danh dự. Kế nhiệm Đỗ Giả Hành là Hoàng Âu Đông (黄欧东. 1905 – 1993), Tỉnh trưởng Ủy ban Nhân dân tỉnh Liêu Ninh (1958 – 1968).
Năm 1968, Ủy ban Cách mạng tỉnh Liêu Ninh được thành lập. Trong thời kỳ Cách mạng Văn hóa, năm 1969, minh Chiêu Ô Đạt của Nội Mông đã được sáp nhập vào tỉnh Liêu Ninh, song sau đó đã phục hồi lại như cũ. Các Chủ nhiệm Ủy ban Cách mạng tỉnh Liêu Ninh là Trần Tích Liên (陈锡联. 1915 – 1999) giai đoạn (1968 – 1973), Tằng Thiệu Sơn (曾绍山. 1915 – 1995) giai đoạn (1973 – 1978), Nhâm Trọng Di (任仲夷. 1915 – 2005) giai đoạn (1978 – 1980). Trong đó, Tằng Thiệu Sơn (1914 – 1994) là Trung tướng Giải phóng quân Nhân dân Trung Quốc, Chính ủy thứ hai Quân khu Thẩm Dương. Trần Tích Liên (1915 – 1999), là Thượng tướng Quân Giải phóng Nhân dân Trung Quốc, Tư lệnh Quân khu Bắc Kinh, Tư lệnh Quân khu Thẩm Dương (hai trong Thất đại Quân khu nay giải thể, chuyển thành Ngũ đại Chiến khu, hai Quân khu này tách và trở thành một phần của Chiến khu Bắc bộ và Chiến khu Trung ương), rồi sau đó là Phó Tổng lý Quốc vụ viện Cộng hòa Nhân dân Trung Hoa, Ủy viên Bộ Chính trị Đảng Cộng sản Trung Quốc khóa IX, X, XI, Lãnh đạo cấp Phó Quốc gia.

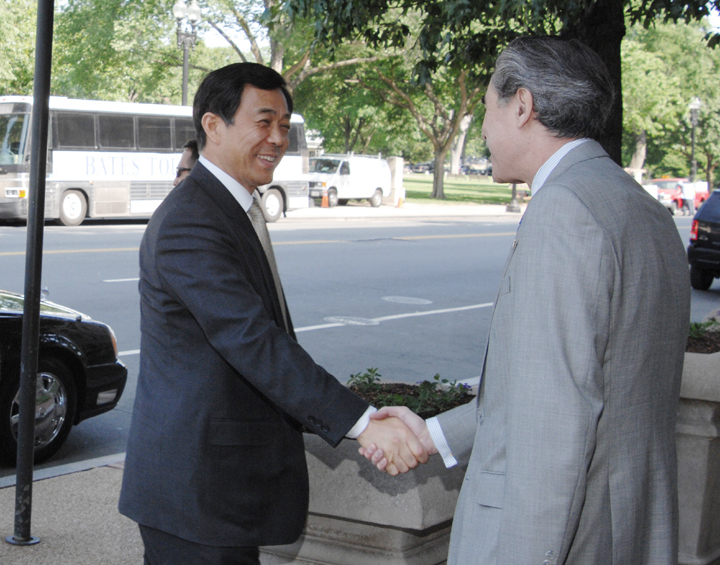
Năm 2007, Bộ trưởng Bộ Thương mại Trung Quốc Bạc Hy Lai gặp Bộ trưởng Bộ Thương mại Hoa Kỳ Carlos Gutierrez.

Vào tháng 1 năm 1980, Ủy ban Cách mạng tỉnh Liêu Ninh đã được giải thể và Chính phủ Nhân dân tỉnh Liêu Ninh được tái lập. Năm 1981, thành phố Lữ Đại được đổi tên thành Đại Liên, Lữ Thuận trở thành quận Lữ Thuận của thành phố Đại Liên. Từ năm 1979 đến 2020, Liêu Ninh có 12 Tỉnh trưởng Chính phủ Nhân dân tỉnh Liêu Ninh, gồm Trần Phác Như (陈璞如. 1918 – 1998) giai đoạn (1980 – 1982), Toàn Thụ Nhân (全树仁. 1930 – 2008) giai đoạn (1982 – 1986), Lý Trường Xuân (1986 – 1990), Nhạc Kỳ Phong (1990 – 1994), Văn Thế Thần (闻世震. 1940) giai đoạn (1994 – 1998), Trương Quốc Quang (1998 – 2001), Bạc Hy Lai (2001 – 2004), Trương Văn Nhạc (张文岳. 1944) giai đoạn (2004 – 2007), Trần Chính Cao (陈政高. 1952) giai đoạn (2007 – 2014), Lý Hi (2014 – 2015), Trần Cầu Phát (2015 – 2017) và Đường Nhất Quân (2017 – nay). Năm 2019, Lý Hi, Trần Cầu Phát, Đường Nhất Quân là Ủy viên Ủy ban Trung ương Đảng Cộng sản Trung Quốc khóa XIX, với Trần Cầu Phát là Bí thư Liêu Ninh, Đường Nhất Quân là Tỉnh trưởng Liêu Ninh đương nhiệm.
Trong số 12 Tỉnh trưởng Chính phủ Nhân dân tỉnh Liêu Ninh giai đoạn đó, có tới ba vị lãnh đạo cao cấp. Lý Trường Xuân (1944), nguyên Ủy viên Ban Thường vụ Bộ Chính trị Đảng Cộng sản Trung Quốc khóa 16, khóa 17 (2002 – 2012), Chủ nhiệm Ủy ban Chỉ đạo Kiến thiết Văn minh Tinh thần Trung ương Đảng Cộng sản Trung Quốc. Bạc Hy Lai (1949), nguyên Ủy viên Bộ Chính trị Đảng Cộng sản Trung Quốc khóa XVII, Bí thư Thành ủy thành phố Trùng Khánh, Lãnh đạo cấp Phó Quốc gia. Lý Hi (1956) hiện tại đang là Ủy viên Bộ Chính trị Đảng Cộng sản Trung Quốc khóa XIX, Bí thư Tỉnh ủy tỉnh Quảng Đông, Lãnh đạo cấp Phó Quốc gia.

## Danh sách Tỉnh trưởng Chính phủ Nhân dân tỉnh Liêu Ninh
Từ năm 1949 tính đến hiện tại, Chính phủ Nhân dân tỉnh Liêu Ninh có 17 Tỉnh trưởng Chính phủ Nhân dân.
| STT                                                        | Tên                                               | Quê quán                                          | Năm sinh                                          | Nhiệm kỳ                                          | Chức vụ về sau (gồm hiện) | Chức vụ trước, tình trạng |
| Chủ tịch Chính phủ Nhân dân tỉnh Liêu Ninh (1954)          | Chủ tịch Chính phủ Nhân dân tỉnh Liêu Ninh (1954) | Chủ tịch Chính phủ Nhân dân tỉnh Liêu Ninh (1954) | Chủ tịch Chính phủ Nhân dân tỉnh Liêu Ninh (1954) | Chủ tịch Chính phủ Nhân dân tỉnh Liêu Ninh (1954) | Chủ tịch Chính phủ Nhân dân tỉnh Liêu Ninh (1954) | Chủ tịch Chính phủ Nhân dân tỉnh Liêu Ninh (1954)                                                                                   |
| ---------------------------------------------------------- | ------------------------------------------------- | ------------------------------------------------- | ------------------------------------------------- | ------------------------------------------------- | --- | --- |
| 1                                                          | Đỗ Giả Hành                                       | Khai NguyênLiêu Ninh                              | 1909 - 1975                                       | 08/1954 - 02/1955                                 | Nguyên Tỉnh trưởng Chính phủ Nhân dân tỉnh Liêu Ninh | Qua đời năm 1975 ở Bắc Kinh. |
| Tỉnh trưởng Ủy ban Nhân dân tỉnh Liêu Ninh (1955 - 1968)   |                                                   |                                                   |                                                   |                                                   | | |
| 1                                                          | Đỗ Giả Hành                                       | Khai NguyênLiêu Ninh                              | 1909 - 1975                                       | 02/1955 - 05/1958                                 | Tỉnh trưởng Chính phủ Nhân dân tỉnh Liêu Ninh | Qua đời năm 1975 ở Bắc Kinh. |
| 2                                                          | Hoàng Âu Đông                                     | Cát An Giang Tây                                  | 1905 - 1993                                       | 12/1958 - 05/1968                                 | Nguyên Bí thư Tỉnh ủy tỉnh Liêu Ninh. | Qua đời năm 1993 Thẩm Dương. |
| Chủ nhiệm Ủy ban Cách mạng tỉnh Liêu Ninh (1968 - 1980)    |                                                   |                                                   |                                                   |                                                   | | |
| 3                                                          | Trần Tích Liên                                    | Hoàng Cương Hồ Bắc                                | 1915 - 1999                                       | 05/1968 - 12/1973                                 | Thượng tướng Quân Giải phóng Nhân dân Trung Quốc, Nguyên Phó Tổng lý Quốc vụ viện Cộng hòa Nhân dân Trung Hoa, Nguyên Ủy viên Bộ Chính trị Đảng Cộng sản Trung Quốc khóa IX, X, XI, Nguyên Bí thư Tỉnh ủy tỉnh Liêu Ninh, Nguyên Tư lệnh Quân khu Bắc Kinh (Thất đại Quân khu nay giải thể, chuyển), Nguyên Tư lệnh Quân khu Thẩm Dương (Thất đại Quân khu nay giải thể, chuyển), Nguyên Ủy viên Thường vụ Quân ủy Trung ương Trung Quốc, Nguyên Thị trưởng Chính phủ Nhân dân thành phố Trùng Khánh. | Lãnh đạo cấp Phó Quốc gia. Qua đời năm 1999 tại Bắc Kinh.                                                                           |
| 4                                                          | Tằng Thiệu Sơn                                    | Kim Trại An Huy                                   | 1914 - 1995                                       | 09/1973 - 09/1978                                 | Trung tướng Giải phóng quân Nhân dân Trung Quốc, Nguyên Bí thư Tỉnh ủy tỉnh Liêu Ninh, | Qua đời năm 1995 tại Sơn Đông. |
| 5                                                          | Nhâm Trọng Di                                     | Hình Đài, Hà Bắc                                  | 1915 - 2005                                       | 09/1978 - 02/1980                                 | Nguyên Bí thư Tỉnh ủy tỉnh Liêu Ninh, Nguyên Bí thư Tỉnh ủy tỉnh Quảng Đông. | Qua đời năm 2005 tại Quảng Đông. |
| Tỉnh trưởng Chính phủ Nhân dân tỉnh Liêu Ninh (1980 - nay) |                                                   |                                                   |                                                   |                                                   | | |
| 6                                                          | Trần Phác Như                                     | Bác Hưng Sơn Đông                                 | 1918 - 1998                                       | 01/1980 - 04/1982                                 | Nguyên Bộ trưởng Bộ Đường sắt Trung Quốc. | Qua đời năm 1998 tại Bắc Kinh |
| 7                                                          | Toàn Thụ Nhân                                     | Thẩm Dương Liêu Ninh                              | 1930 - 2008                                       | 04/1982 - 07/1986                                 | Nguyên Bí thư Tỉnh ủy tỉnh Liêu Ninh. | Qua đời năm 2008 |
| 8                                                          | Lý Trường Xuân                                    | Đại Liên Liêu Ninh                                | 1944 -                                            | 07/1986 - 07/1990                                 | Nguyên Lãnh đạo quốc gia, vị trí thứ tám, thứ năm, Ủy viên Ban Thường vụ Bộ Chính trị Đảng Cộng sản Trung Quốc khóa 16, khóa 17 (2002 - 2012), Nguyên Chủ nhiệm Ủy ban Chỉ đạo Kiến thiết Văn minh Tinh thần Trung ương Đảng Cộng sản Trung Quốc, Nguyên Bí thư Tỉnh ủy tỉnh Quảng Đông, Nguyên Bí thư Tỉnh ủy tỉnh Hà Nam, Nguyên Tỉnh trưởng Chính phủ Nhân dân tỉnh Hà Nam. | Lãnh đạo Quốc gia vị trí phụ trợ Hồ Cẩm Đào. Trước đó là Bí thư Thành ủy thành phố Thẩm Dương.                                      |
| 9                                                          | Nhạc Kỳ Phong                                     | Đại Danh Hà Bắc                                   | 1931 - 2008                                       | 07/1990 - 05/1994                                 | Nguyên Bí thư Tỉnh ủy tỉnh Hắc Long Giang, Nguyên Tỉnh trưởng Chính phủ Nhân dân tỉnh Hà Bắc. | Tỉnh trưởng Chính phủ Nhân dân tỉnh Hà Bắc, Qua đời năm 2008 tại Bắc Kinh.                                                          |
| 10                                                         | Văn Thế Thần                                      | An Sơn Liêu Ninh                                  | 1940 -                                            | 05/1994 - 01/1998                                 | Nguyên Bí thư Tỉnh ủy tỉnh Liêu Ninh. Nguyên Tỉnh trưởng Chính phủ Nhân dân tỉnh Hà Bắc. | Trước đó là Phó Bí thư Tỉnh ủy tỉnh Liêu Ninh.                                                                                      |
| 11                                                         | Trương Quốc Quang                                 | Tuy Trung Liêu Ninh                               | 1945 -                                            | 01/1998 - 01/2001                                 | Nguyên Tỉnh trưởng Chính phủ Nhân dân tỉnh Hồ Bắc | Vi phạm nhận hối lộ, bị trục xuất năm 2004. Trước đó là Bí thư Thành ủy thành phố Thẩm Dương.                                       |
| 12                                                         | Bạc Hy Lai                                        | Định Tương Sơn Tây                                | 1949 -                                            | 01/2001 - 02/2004                                 | Ủy viên Bộ Chính trị Đảng Cộng sản Trung Quốc khóa XVII, Nguyên Bí thư Thành ủy thành phố Trùng Khánh, Nguyên Bộ trưởng Bộ Thương mại Trung Quốc. | Lãnh đạo cấp Phó Quốc gia. Vi phạm nghiêm trọng, bị trục xuất và án chung thân năm 2013. Trước đó là Thị trưởng thành phố Đại Liên. |
| 13                                                         | Trương Văn Nhạc                                   | Phố Thành Phúc Kiến                               | 1944 -                                            | 02/2004 - 12/2007                                 | Nguyên Bí thư Tỉnh ủy tỉnh Liêu Ninh, Nguyên Tư lệnh Binh đoàn Sản xuất và xây dựng Tân Cương. | Trước đó là Phó Bí thư Tỉnh ủy tỉnh Liêu Ninh.                                                                                      |
| 14                                                         | Trần Chính Cao                                    | An Sơn Liêu Ninh                                  | 1952 -                                            | 12/2007 - 04/2014                                 | Nguyên Bộ trưởng Bộ Nhà ở và Phát triển Nông thôn - Đô thị Trung Quốc | Trước đó là Bí thư Thành ủy thành phố Thẩm Dương.                                                                                   |
| 15                                                         | Lý Hi                                             | Lưỡng Đương Cam Túc                               | 1956 -                                            | 04/2014 - 05/2015                                 | Ủy viên Bộ Chính trị Đảng Cộng sản Trung Quốc khóa XIX, Bí thư Tỉnh ủy Quảng Đông, Nguyên Bí thư Tỉnh ủy tỉnh Liêu Ninh. | Lãnh đạo cấp Phó Quốc gia. Trước đó là Phó Bí thư Thành ủy thành phố Thượng Hải.                                                    |
| 16                                                         | Trần Cầu Phát                                     | Thành Bộ Hồ Nam                                   | 1954 -                                            | 05/2015 - 10/2017                                 | Ủy viên Ủy ban Trung ương Đảng Cộng sản Trung Quốc khóa XIX, Bí thư Tỉnh ủy Liêu Ninh. | Trước đó là Phó Bí thư Tỉnh ủy tỉnh Sơn Tây.                                                                                        |
| 17                                                         | Đường Nhất Quân                                   | Nhật ChiếuSơn Đông                                | 1961 -                                            | 10/2017 - 06/2020                                 | Ủy viên Ủy ban Trung ương Đảng Cộng sản Trung Quốc khóa XIX, Bộ trưởng Bộ Tư pháp Trung Quốc. | Trước đó là Phó Bí thư Tỉnh ủy tỉnh Liêu Ninh.                                                                                      |
| 18                                                         | Lưu Ninh                                          | Bạch Sơn,Cát Lâm                                  | 1962                                              | 07/2020                                           | Phó Bí thư Tỉnh ủy, Tỉnh trưởng Chính phủ Nhân dân tỉnh Liêu Ninh. | Phó Bí thư Tỉnh ủy, Tỉnh trưởng Thanh Hải.                                                                                          |

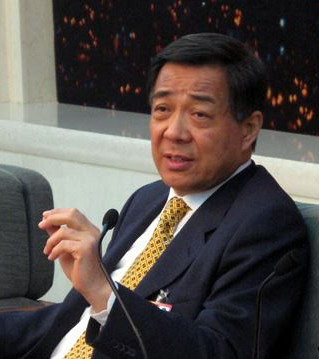
Bạc Hy Lai (1949), nguyên Ủy viên Bộ Chính trị Đảng Cộng sản Trung Quốc, nguyên Bí thư Thành ủy thành phố Trùng Khánh, Tỉnh trưởng Chính phủ Nhân dân tỉnh Liêu Ninh (2001 - 2004).
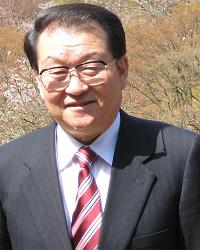
Lý Trường Xuân (1944), Lãnh đạo quốc gia vị trí thứ tám, thứ năm (2002 - 2012), Ủy viên Ban Thường vụ Bộ Chính trị Đảng Cộng sản Trung Quốc khóa XVI, khóa XVII (2002 - 2012), nguyên Chủ nhiệm Ủy ban Chỉ đạo Kiến thiết Văn minh Tinh thần Trung ương Đảng Cộng sản Trung Quốc, Tỉnh trưởng Chính phủ Nhân dân tỉnh Liêu Ninh (1986 - 1990).
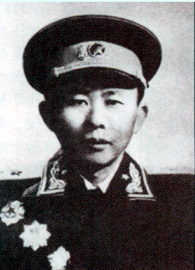
Tằng Thiệu Sơn (1914 - 1995), Trung tướng Giải phóng quân Nhân dân Trung Quốc, nguyên Bí thư Tỉnh ủy tỉnh Liêu Ninh, Chủ nhiệm Ủy ban Cách mạng tỉnh Liêu Ninh (1973 - 1978).
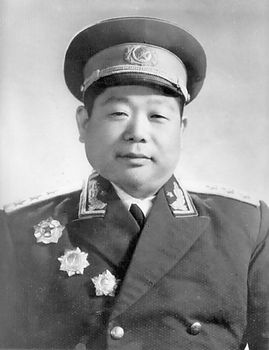
Trần Tích Liên (1915 - 1999), Thượng tướng Quân Giải phóng Nhân dân Trung Quốc, nguyên Ủy viên Bộ Chính trị Đảng Cộng sản Trung Quốc, Phó Tổng lý Quốc vụ viện Cộng hòa Nhân dân Trung Hoa, Chủ nhiệm Ủy ban Cách mạng tỉnh Liêu Ninh (1968 - 1973).

## Tên gọi khác của chức vụ Tỉnh trưởng Chính phủ Nhân dân

#### Giai đoạn 1954 - 1968
- Đỗ Giả Hành, nguyên Chủ tịch Chính phủ Nhân dân tỉnh Liêu Ninh (1954), Tỉnh trưởng Ủy ban Nhân dân tỉnh Liêu Ninh (1954 - 1958).
- Hoàng Âu Đông, Tỉnh trưởng Ủy ban Nhân dân tỉnh Liêu Ninh (1958 - 1968).

#### Chủ nhiệm Ủy ban Cách mạng tỉnh Hồ Nam (1968 - 1979)
- Trần Tích Liên, nguyên Chủ nhiệm Ủy ban Cách mạng tỉnh Liêu Ninh (1968 - 1970).
- Tằng Thiệu Sơn, nguyên Chủ nhiệm Ủy ban Cách mạng tỉnh Liêu Ninh (1970 - 1977).
- Nhâm Trọng Di, nguyên Chủ nhiệm Ủy ban Cách mạng tỉnh Liêu Ninh (1977 - 1979).

## Các lãnh đạo quốc gia Trung Quốc từng là Tỉnh trưởng Chính phủ Nhân dân tỉnh Liêu Ninh

Trong quãng thời gian từ năm 1949 đến nay, Chính phủ Nhân dân tỉnh Liêu Ninh có một Lãnh đạo Quốc gia từng giữ chức vụ, đó là:
- Lý Trường Xuân (1944), nguyên Lãnh đạo quốc gia, vị trí thứ tám, thứ năm, nguyên Ủy viên Ban Thường vụ Bộ Chính trị Đảng Cộng sản Trung Quốc khóa 16, khóa 17 (2002 - 2012), nguyên Chủ nhiệm Ủy ban Chỉ đạo Kiến thiết Văn minh Tinh thần Trung ương Đảng Cộng sản Trung Quốc, nguyên Bí thư Tỉnh ủy tỉnh Quảng Đông.

Có ba Lãnh đạo cấp Phó Quốc gia từng giữ vị trí Tỉnh trưởng Chính phủ Nhân dân tỉnh Liêu Ninh:
- Trần Tích Liên (1915 - 1999), Thượng tướng Quân Giải phóng Nhân dân Trung Quốc, nguyên Phó Tổng lý Quốc vụ viện Cộng hòa Nhân dân Trung Hoa, Ủy viên Bộ Chính trị Đảng Cộng sản Trung Quốc khóa IX, X, XI, Bí thư Tỉnh ủy tỉnh Liêu Ninh, Tư lệnh Quân khu Bắc Kinh (Thất đại Quân khu nay giải thể, chuyển), Tư lệnh Quân khu Thẩm Dương (Thất đại Quân khu nay giải thể, chuyển).
- Bạc Hy Lai (1949), Ủy viên Bộ Chính trị Đảng Cộng sản Trung Quốc khóa XVII, nguyên Bí thư Thành ủy thành phố Trùng Khánh. Bạc Hy Lai đã vi phạm nghiêm trọng pháp luật tham nhũng, bị khai trừ khỏi Đảng năm 2013, kết án tù chung thân năm 2013.
- Lý Hi (1956) hiện tại đang là Ủy viên Bộ Chính trị Đảng Cộng sản Trung Quốc khóa XIX, Bí thư Tỉnh ủy Quảng Đông.